# Bison priscus
Il bisonte della steppa (Bison priscus, Bojanus, 1827) è una specie estinta di bisonte vissuto nel Pleistocene medio/superiore e nella prima parte dell'Olocene, circa 600.000 - 7.500 anni fa, in quelle che un tempo erano le steppe dei mammut, che comprendevano l'Europa, l'Asia centrale, il Giappone, Jacuzia, Beringia ed il nord-ovest del Canada durante il Quaternario.

## Descrizione

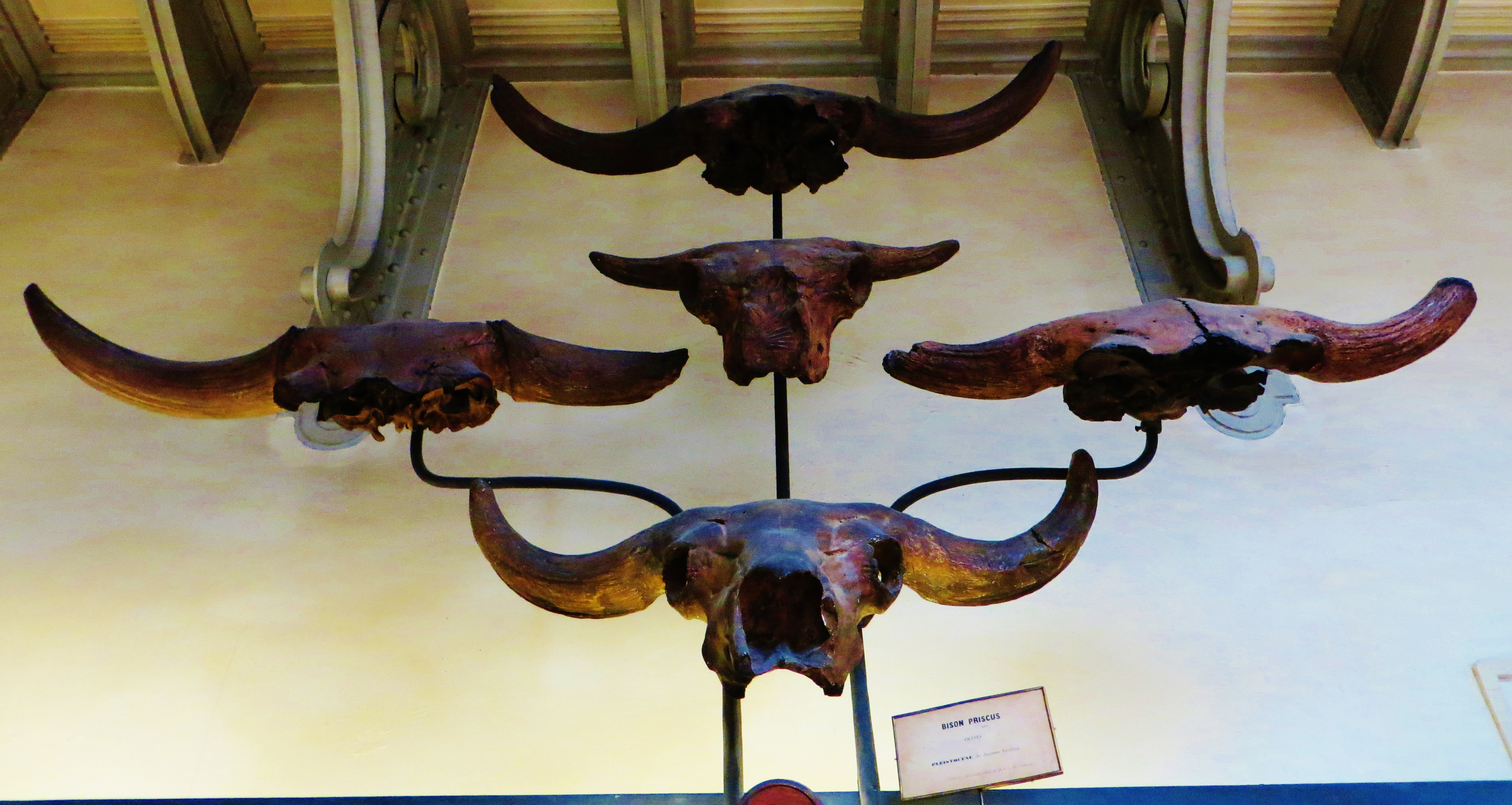
Crani di Bison priscus

Questi bisonti erano alti fino a 2 metri al garrese ed avevano corna lunghe mezzo metro ciascuna. La larghezza del cranio era di oltre un metro e venti. La lunghezza dell'intero animale doveva raggiungere i 2,7 metri, e il peso poteva aggirarsi sui 900 chilogrammi. L'aspetto del bisonte delle steppe doveva ricordare molto quello dell'attuale bisonte americano delle foreste, anche se si differenziava da quest'ultimo a causa di alcune caratteristiche del cranio. Le corna, inoltre, erano molto più larghe nel bisonte delle steppe (circa il doppio rispetto alle forme attuali). Rispetto ad altre specie di bisonti estinti un poco più antichi (come Bison menneri), il bisonte delle steppe possedeva spine neurali delle vertebre dorsali molto elevate, ed era quindi presente un'alta gobba simile a quella delle odierne specie di bisonti.

## Classificazione e diffusione

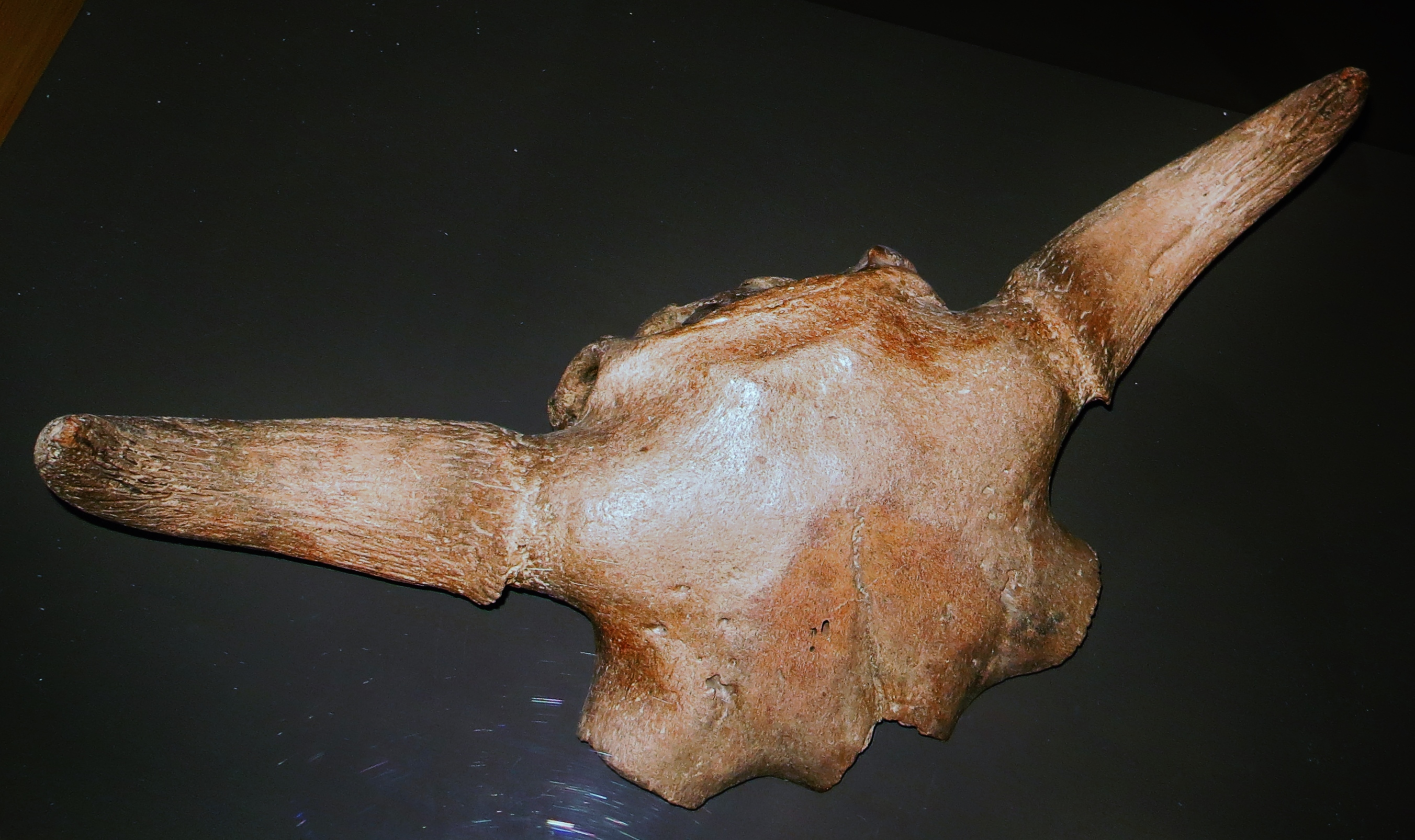
Cranio di Bison priscus esposto al MUSE, di Trento

Bison priscus venne descritto per la prima volta da Bojanus nel 1827; numerosi resti fossili di questo bisonte si ritrovano in depositi di gran parte dell'Europa. Si pensa che questi animali si siano evoluti in Asia centrale o meridionale come i loro parenti uri, coi quali sono stati spesso confusi (Gee, 1993), per poi espandersi in Europa (Inghilterra, Spagna, Italia, Belgio, Germania, Olanda, Romania, Russia, Turchia e Francia). I resti fossili più recenti sono quelli risalenti alla glaciazione würmiana, e si rinvengono in depositi di grotta, travertino e loess in Yorkshire, Spagna, Italia, Palestina e Siberia. Sembra che il bisonte delle steppe si sia estinto durante l'ultima glaciazione e i più recenti ritrovamenti eurasiatici daterebbero a circa 9.000 anni fa in Palestina. Questa specie raggiunse anche il Giappone e il Nordamerica, continente nel quale entrò grazie al passaggio venutosi a creare tra Siberia e Alaska, circa 15.000 anni fa (Heintzman et al., 2016).
Sembra che Bison priscus sia l'antenato di entrambe le specie di bisonti attuali; diede probabilmente origine al bisonte europeo (Bison bonasus) attraverso una forma europea di dimensioni più ridotte (Bison priscus mediator), mentre la sottospecie gigante di Asia e Nordamerica (Bison priscus gigas) potrebbe essere all'origine del bisonte americano (Bison bison) (Verkaar et al., 2004).

## Paleoecologia e paleobiologia
Le larghe corna del bisonte delle steppe non permettevano a questo animale di vivere per lungo tempo nei boschi e nelle foreste pleistoceniche europee e asiatiche, al contrario del suo stretto parente Bison schoetensacki (dotato di corna più piccole). Bison priscus era quindi diffuso nelle steppe e nei terreni aperti dei continenti settentrionali, dove divenne in molti casi il grande erbivoro predominante (Kurten, 1968).

### Ritrovamenti eccezionali

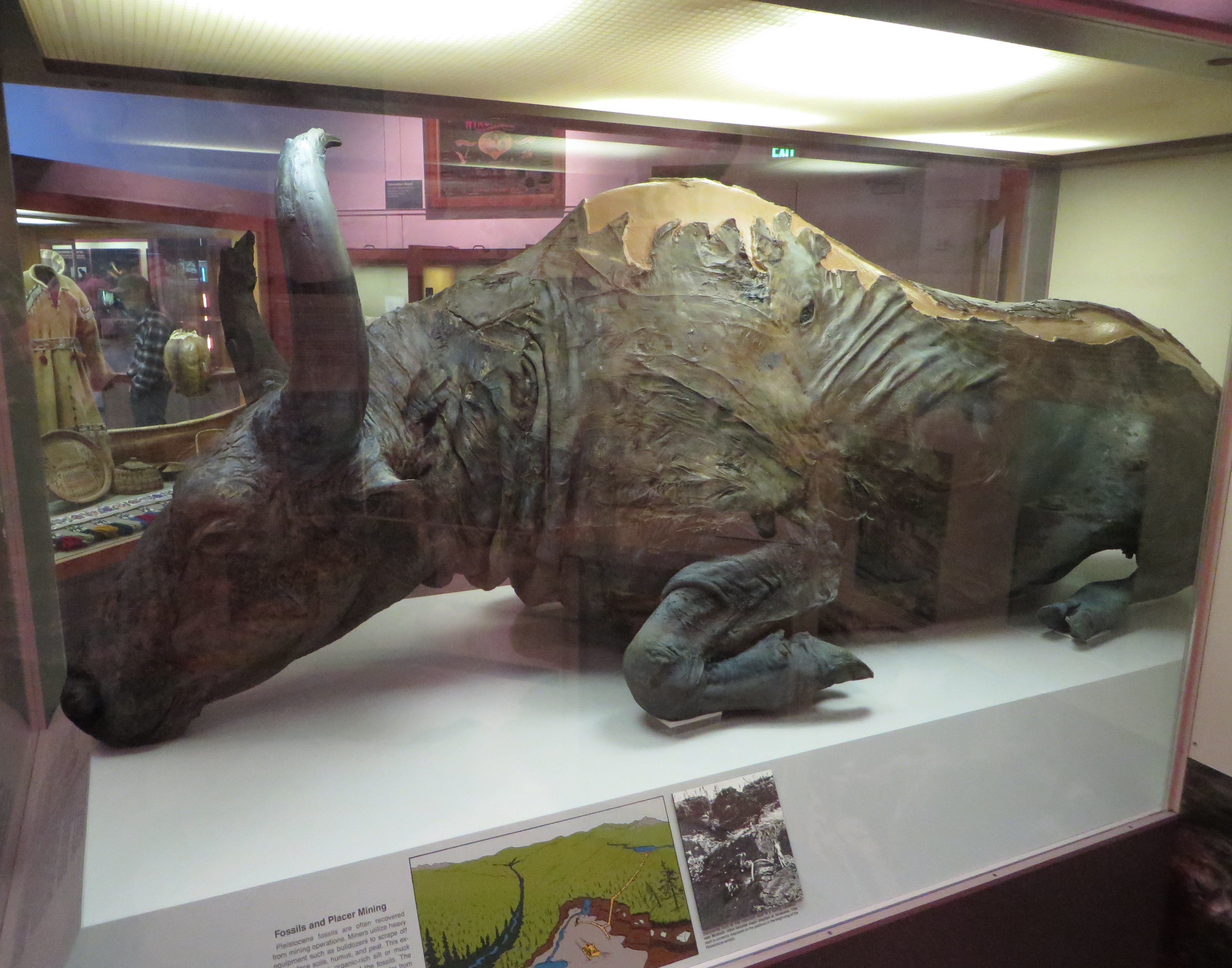
L'esemplare noto come "Blue Babe", proveniente dall'Alaska

Come per altri grandi mammiferi vissuti nel Pleistocene, anche per il bisonte delle steppe sono stati ritrovati resti eccezionali, sostanzialmente mummificati. Uno dei più famosi esemplari di bisonte delle steppe è stato ritrovato nel 1979 presso una cava in Alaska: alcuni minatori rinvennero la mummia perfettamente conservata di un esemplare maschio di questa specie di bisonti, vissuto 36.000 anni fa: fu chiamato Blue Babe a causa del colore azzurrino, dovuto alla presenza di vivianite, un fosfato idrato di ferro di colore blu. Quando fu trovato, era in così buono stato che una porzione della carne del collo fu cucinata ed assaggiata dagli studiosi dell'università dell'Alaska (Guthrie, 1989).
Nel 2011, fu ritrovata una seconda mummia di Bison priscus, datata a 9.300 anni fa, dallo Jukagir, in Siberia.
Gli esemplari ritrovati in Giappone sono indicati come "bestiame Hanaizumimori" o Leptobison hanaizumiensis, ma rappresentano probabilmente esemplari di bisonti, eventualmente, mischiati a fossili di uro.
Altri esemplari ottimamente conservati sono stati ritrovati in Canada (Zazula et al., 2009) e in Siberia (Boeskorov et al., 2016). Questi ritrovamenti indicano che Bison priscus era ancora diffuso sul finire dell'ultima glaciazione e superò il confine Pleistocene - Olocene, ed era ancora ampiamente diffuso in Siberia circa 8.000 anni fa.
I dati sovrapposti dei sedimenti di latitudine artica e dei pollini contenuti nello stomaco di Bison priscus indicano che questo animale era un brucatore selettivo in un ambiente dominato da arbusti e vegetazione forestale di tundra. La scarsità del bisonte della steppa nell'Olocene della Siberia riflette la drammatica diminuzione degli habitat e dei pascoli adatti durante i primi optimum climatici dell'Olocene nelle zone artiche; ciò è stato un importante fattore di irreversibile frammentazione della popolazione di bisonti della steppa e di conseguente declino, per finire con l'estinzione della specie (Boeskorov et al., 2016).

### Interazioni con l'uomo
Sembra che il bisonte delle steppe sia stato più volte ritratto dai primi artisti paleolitici durante la glaciazione würmiana, ad esempio nelle famose pitture rupestri di Altamira in Spagna o nella scultura d'avorio ritrovata a Vogelherd in Germania (Verkaar, 2004). Non è chiaro se la caccia da parte dell'uomo contribuì in maniera significativa all'estinzione di questo animale.

## Clonazione
La scoperta di vari esemplari di bisonte della steppa mummificati, datati anche a 9000 anni fa, potrebbe aiutare gli scienziati a riportare in vita la specie grazie all'estrazione del DNA, dagli esemplari mummificati e usando altre specie di bisonti come madri surrogate tramite il processo di de-estinzione, anche se il bisonte della steppa non sarà il primo animale ad essere "resuscitato".

## Nella cultura di massa
Appare nel film Alpha - Un'amicizia forte come la vita.